# Navarrevisca
Navarrevisca è un comune spagnolo di 384 abitanti situato nella comunità autonoma di Castiglia e León.